# Anthus lineiventris
Anthus lineiventris е вид птица от семейство Стърчиопашкови (Motacillidae).

## Разпространение
Видът е разпространен в Ангола, Ботсвана, Бурунди, Замбия, Зимбабве, Демократична република Конго, Кения, Малави, Мозамбик, Руанда, Свазиленд, Танзания и Южна Африка.